# Jaya Bachchan
Jaya Bhaduri cgt. Bachchan (Jabalpur, 9 aprile 1948) è un'attrice indiana.

## Biografia
Ha recitato in molte pellicole di Bollywood, alcune girate con il marito Amitabh Bachchan, dal quale ha avuto un figlio anch'egli attore, Abhishek.
Si è presa anche un lungo periodo di pausa dai riflettori dal 1981 al 1998.
Negli ultimi anni ha recitato, in ruoli di contorno, in film molto famosi, come Kabhi Khushi Kabhie Gham nel 2001 e Tomorrow May Never Come nel 2003.
Ha ottenuto molti premi in patria, tra cui varie vittorie ai Filmfare Awards.
Dal punto di vista politico è entrata a far parte del Samajwadi Party.

## Filmografia

### Cinema
- La grande città (Mahanagar), regia di Satyajit Ray (1963)

- Suman, regia di Madan Bawaria - cortometraggio (1968)
- An Angry Young Man, regia di Shamshuddin - cortometraggio (1970)
- Guddi, regia di Hrishikesh Mukherjee (1971)
- Janani, regia di Ajit Ganguly (1971)
- Aahat - Ek Ajeeb Kahani, regia di Kishore Rege (1971)
- Uphaar, regia di Sudhendu Roy (1971)
- Jai Jawan Jai Makan, regia di Vishram Bedekar (1971)
- Dhanyee Meye, regia di Arabinda Mukhopadhyay (1971)
- Piya Ka Ghar, regia di Basu Chatterjee (1972)
- Bawarchi, regia di Hrishikesh Mukherjee (1972)
- Jawani Diwani, regia di Narendra Bedi (1972)
- Ek Nazar, regia di B.R. Ishara (1972)
- Bansi Birju, regia di Prakash Verma (1972)
- Parichay, regia di Gulzar (1972)
- Koshish, regia di Gulzar (1972)
- Shor, regia di Manoj Kumar (1972)
- Samadhi, regia di Prakash Mehra (1972)
- Jai Jwala, regia di Manohar Deepak (1972)
- Annadata, regia di Asit Sen (1972)
- Zanjeer, regia di Prakash Mehra (1973)
- Abhimaan, regia di Hrishikesh Mukherjee (1973)
- Phagun, regia di Rajinder Singh Bedi (1973)
- Gaai Aur Gori, regia di M.A. Thirumugham (1973)
- Anamika, regia di Raghunath Jhalani (1973)
- Kora Kagaz, regia di Anil Ganguly (1974)
- Naya Din Nai Raat, regia di A. Bhimsingh (1974)
- Doosri Sita, regia di Gogi Anand (1974)
- Dil Diwana, regia di Narendra Bedi (1974)
- Chupke Chupke, regia di Hrishikesh Mukherjee (1975)
- Mili, regia di Hrishikesh Mukherjee (1975)
- Sholay, regia di Ramesh Sippy (1975)
- Abhi To Jee Lein, regia di Roshan Taneja (1977)
- Ek Baap Chhe Bete, regia di Mehmood (1978)
- Nauker, regia di Ismail Memon e Jyoti Swaroop (1979)
- Silsila, regia di Yash Chopra (1981)
- Yeh Vaada Raha, regia di Kapil Kapoor (1982)
- Akka, regia di Shridhar Joshi (1994)
- Hazaar Chaurasi Ki Maa, regia di Govind Nihalani (1998)
- Fiza, regia di Khalid Mohamed (2000)
- Dr. Mukta, regia di Ramesh Talwar (2000)
- Daughters of This Century, regia di Tapan Sinha (2001)
- Kabhi Khushi Kabhie Gham..., regia di Karan Johar (2001)
- Koi Mere Dil Se Poochhe, regia di Vinay Shukla (2002)
- Desh, regia di Raja Sen (2002)
- Tomorrow May Never Come (Kal Ho Naa Ho), regia di Nikhil Advani (2003)
- La verità negli occhi (Laaga Chunari Mein Daag: Journey of a Woman), regia di Pradeep Sarkar (2007)
- Lovesongs: Yesterday, Today & Tomorrow, regia di Jayabrato Chatterjee (2008)
- Drona, regia di Goldie Behl (2008)
- Paa, regia di R. Balki (2009)
- Meherjaan, regia di Rubaiyat Hossain (2011)
- Ganga Devi, regia di Abhishek Chhadha (2012)
- Sunglass, regia di Rituparno Ghosh (2013)
- Irandam Ulagam, regia di K. Selvaraghavan (2013)
- Ki & Ka, regia di R. Balki (2016)
- The Great Leader, regia di Abhishek Chhadha (2017)
- Rocky aur Rānī kī prem kahānī, regia di Karan Johar (2023)